# Années 1400 av. J.-C.
Les années 1400 av. J.-C. couvrent les années de 1409 av. J.-C. à 1400 av. J.-C.

## Évènements
- Vers 1410-1403 av. J.-C.[1]: règne d’Ashur-rem-nishêshu, roi d’Assyrie[2].
- 1408-1401 av. J.-C. : règne de Yang Jia, dix-septième roi de la dynastie Shang en Chine selon la tradition. La capitale est transférée de Zhengzhou à Yin, près d'Anyang[3].
- Vers 1403-1393 av. J.-C.[1]: règne d’Ashur-naddin-ahhe, roi d’Assyrie[2].
- Années 1400 av. J.-C. : Le Palais de Knossos est détruit.